# Edward Drzazga

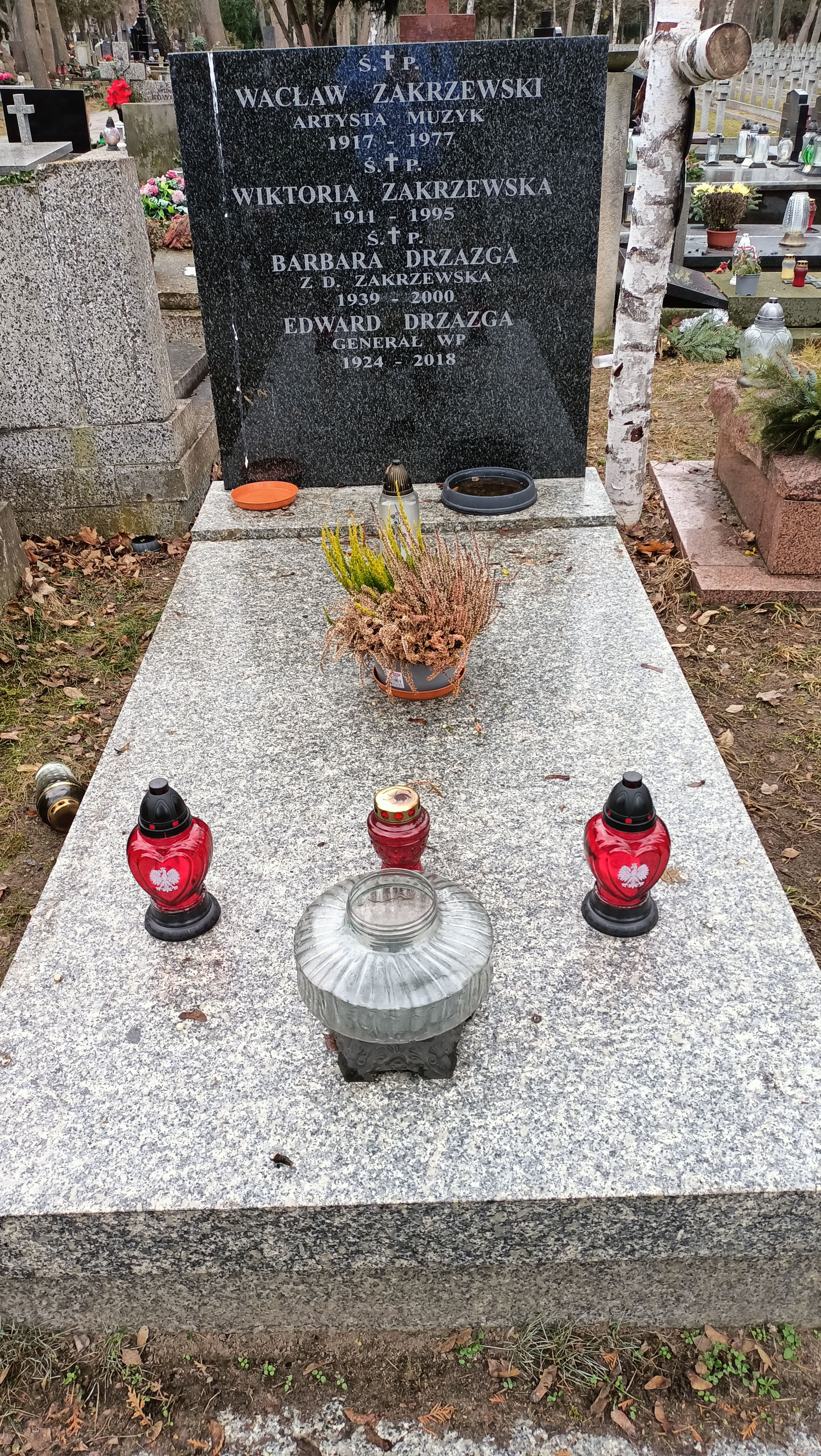
Grób Edwarda Drzazgi i Wacława Zakrzewskiego na Cmentarzu Wojskowym na Powązkach

Edward Drzazga (ur. 26 sierpnia 1924 w Wolicy pow. Janów Lubelski, zm. 18 czerwca 2018) – generał brygady Wojska Polskiego.

## Życiorys
Skończył dwie klasy gimnazjum w Chełmie. 5 sierpnia 1944 wstąpił do 3 zapasowego pułku piechoty w Lublinie. Od stycznia do kwietnia 1945 w Oficerskiej Szkole Piechoty w Lublinie, po ukończeniu której został podporucznikiem. W latach 1945–1948 m.in. dowódca kompanii w 65 pułku piechoty w Białymstoku.
W 1950 skończył kurs w szkole piechoty w Rembertowie, a w latach 1954–1957 studiował w Akademii Sztabu Generalnego. Od sierpnia 1957 dowódca 14 samodzielnego batalionu Obrony Wybrzeża w Warcisławiu, a od 1958 zastępca dowódcy 39 pułku zmechanizowanego ds. liniowych w Trzebiatowie. W 1959 został dowódcą 76 pułku piechoty w Gdańsku. Od 1963 zastępca szefa Wojewódzkiego Sztabu Wojskowego w Szczecinie. W 1965 został szefem sztabu – zastępcą dowódcy 2 Dywizji Zmechanizowanej w Nysie. W latach 1967–1969 studiował w Akademii Sztabu Generalnego Sił Zbrojnych ZSRR im. K. Woroszyłowa w Moskwie. Od 1969 do 1970 zastępca szefa oddziału w Zarządzie Operacyjnym Sztabu Generalnego WP, od października 1970 do kwietnia 1975 dowódca 2 Dywizji Zmechanizowanej w Nysie. 29 września 1973 mianowany generałem brygady, nominację wręczył mu w Belwederze 10 października I sekretarz PZPR Edward Gierek. W maju 1975 został komendantem Wyższej Szkoły Oficerskiej Służb Kwatermistrzowskich w Poznaniu. Od maja 1977 zastępca Głównego Kwatermistrza WP. 20 czerwca 1980 został zastępcą dowódcy Warszawskiego Okręgu Wojskowego ds. Obrony Terytorialnej (do 20 maja 1983).
Od czerwca 1983 szef Głównej Inspekcji Terenowej w Ministerstwie Administracji, Gospodarki Terenowej i Ochrony Środowiska. 13 listopada 1985 został Głównym Inspektorem Kontroli i podsekretarzem stanu w URM. Od kwietnia do listopada 1990 w dyspozycji MON, następnie przeniesiony w stan spoczynku (pożegnany przez ministra obrony narodowej gen. armii Floriana Siwickiego), zamieszkał w Iławie. Został pochowany na wojskowych Powązkach (kwatera C15-6-1).

## Ordery i odznaczenia
- Order Sztandaru Pracy II klasy
- Krzyż Komandorski Orderu Odrodzenia Polski
- Krzyż Oficerski Orderu Odrodzenia Polski
- Medal 30-lecia Polski Ludowej
- Medal 40-lecia Polski Ludowej
- Złoty Medal „Siły Zbrojne w Służbie Ojczyzny”
- Złoty Medal „Za zasługi dla obronności kraju”